# Deheshk
Deheshk (persiska: دهشک) är en ort i Iran.   Den ligger i provinsen Khorasan, i den nordöstra delen av landet, 700 km öster om huvudstaden Teheran. Deheshk ligger 1 012 meter över havet och antalet invånare är 631.
Terrängen runt Deheshk är huvudsakligen platt. Deheshk ligger nere i en dal. Runt Deheshk är det ganska tätbefolkat, med 185 invånare per kvadratkilometer. Närmaste större samhälle är Shāndīz, 19,9 km sydväst om Deheshk. Omgivningarna runt Deheshk är i huvudsak ett öppet busklandskap.